# Richard Howe
Admiral flote Richard Howe, 1. grof Howe (8. marec 1726 – 5. avgust 1799) je bil častnik Kraljeve vojne mornarice in politik. 
Howe se je rodil leta 1726 v Londonu. Njegova starša sta bila Emmanuel in Charlotte Howe. Imel je tri brate, Georgea, Williama in Thomasa. Howejeva mati Charlotte je bila v sorodu s kraljevo družino. Njena mati je bila Sophia von Kielmannsegg, polsestra kralja Jurija I.
Emmaneul Howe je umrl, ko je bil William Howe star osem let. Umrl je, ko je bil guverner Barbadosa. Njegova mati Charlotte je bila "Lady of the Bedchamber" (Gospa spalnice) matere kralja Jurija III., princese Auguste. Njena mati je bila polsestra kralja Jurija I, od njegovega očeta in druge ženske.
Richard Howe je šel v mornarico in postal admiral flote. George Howe je šel v vojsko in postal general. Thomas Howe je delal za Vzhodnoindijsko družbo. William Howe je kot deček obiskoval šolo Eton. Ko je bil star sedemnajst let, se je pridružil vojski. Pozneje je postal vrhovni poveljnik britanskih sil med ameriško vojno za neodvisnost in služil v Severni Ameriki skupaj z bratom Richardom.
Po služenju v avstrijski nasledstveni vojni si je pridobil ugled zaradi svoje vloge v amfibijskih operacijah proti francoski obali kot del britanske politike pomorskih desantov med sedemletno vojno. Kot pomorski kapitan je sodeloval tudi v odločilni britanski pomorski zmagi v bitki pri zalivu Quiberon novembra 1759.
V Severni Ameriki je Howe najbolj znan po svoji službi med ameriško vojno za neodvisnost, ko je deloval kot pomorski poveljnik in mirovni komisar z ameriškimi uporniki. Uspešno je izvedel tudi reševalno akcijo med velikim obleganjem Gibraltarja v poznejših fazah vojne. Howe je pozneje poveljeval zmagoviti britanski floti med slavnim prvim junijem meseca junija 1794 med francoskimi revolucionarnimi vojnami.
Glej tudi:
- William Howe